# Io venìa pien d'angoscia a rimirarti
Io venìa pien d'angoscia a rimirarti è un romanzo di Michele Mari, pubblicato nel 1990 e vincitore nello stesso anno del Premio Selezione Campiello; nel 1991 ha vinto il Premio Bergamo di narrativa.

## Personaggi
- Monaldo, Conte
- Adelaide, Contessa nata Marchesa
- Tardegardo Giacomo, 14 anni
- Orazio Carlo, 13 anni
- Paolina detta la Pilla, 12 anni
- Fiorenza, (cuoca)
- Don Antonio, prete e occasionalmente precettore
- Giuseppe Fattorini, fattore
- Teresa Fattorini, sua figlia
- Gaetano detto Tano, nipote del fattore
- Scajaccia, arrotino
- Rado, zingaro

Altri personaggi (vissuti a cavallo dei secoli XVI e XVII)
- Monaldesco della Marca, Conte
- Sigismondo della Marca, suo figlio
- Henri Boguet detto il Giudice, Inquisitore
- Giangirolamo Crevalcuore, Barone
- Raimondo De' Marchi, Conte
- Ludovico Neri, Conte
- Francesco Ripa, Marchese
- Giannotto, sicario
- Ugurgieri, sgherro

## Trama
La vicenda si svolge tra il febbraio e il maggio 1813. La narrazione e i dialoghi sono scritti  nello stile dell'epoca.

### Il diario di Orazio
Orazio Carlo Leopardi, tredicenne, è assai preoccupato  e detta i suoi pensieri a un diario, nonostante l'ingiunzione materna di non perdere tempo e dedicarsi solamente allo studio. I motivi di preoccupazione vengono dal comportamento del fratello Tardegardo Giacomo, di quattordici anni, che si è immerso in letture di astronomia, mitologia e storia, ricusando i momenti di gioco e le confidenze. Tardegardo è sospettato dalla madre di scarsa religiosità, anzi di irriverenza verso il culto ed è già incorso in un terribile castigo per aver infranto il dovere di astenersi da qualsiasi studio la domenica, e Orazio teme altri guai. Anche il conte Monaldo è stupito per la piega che stanno prendendo gli studi del primogenito e non si stanca di interrogarlo durante i pasti. Ma Tardegardo afferma che vorrebbe scrivere una poesia sulla luna e che, insoddisfatto delle solite uscite dei poeti, si sta documentando per dare ai suoi versi un tono di verità basato su conoscenza precisa e scientifica dell'astro notturno.

### Le uccisioni
Si avvicina il plenilunio di febbraio e Orazio sorprende il fratello a guardare la luna. Egli non sembra più un ragazzo, ma Orazio non capisce a cosa assomigli. La notte, un gran baccano sveglia l'intera famiglia: i sei cani del fattore sono molto inquieti e ciò disturba la madre più di chiunque altro. Poi si trovano tre pecore sgozzate negli ovili. Ma è al plenilunio di marzo che riprende l'agitazione; durante il trambusto notturno, sono sgozzati stavolta il nipote del fattore, Tano, e il cane più grosso e feroce. Ipotizzando la presenza di un orso o di un lupo, arriva l'arrotino Scajaccia, di origini zingare, che fa compiere una battuta sulle alture del circondario. Non avendo alcun successo, Scajaccia parte per tornare un mese dopo con un uomo di nome Rado, specialista nello scovare i lupi.

### Antichi fatti
Intanto Tardegardo è sempre più immerso nello studio e, quando interrogato, si lancia in dottissime citazioni tratte dai libri più disparati. Una certa prudenza lo induce a non nominare trattati di magia, presenti nella biblioteca paterna all'insaputa della madre. Orazio scorge nel fratello i soliti segni di irrequietezza in prossimità dei pleniluni e scova libri sempre più bizzarri. Arriva a penetrare nelle camere del padre per consultare un libro di famiglia, alla ricerca di un antenato di nome Sigismondo, perché è evidente che Tardegardo ne conosce la storia, ma non ha fatto parola con alcuno. Però il libro genealogico si limita a nominare questo Sigismondo, morto nel 1630 senza figli.
Orazio trova la storia dell'antenato in un altro libro, consultato e poi dimenticato sul tavolo da Tardegardo. Tra i secoli XVI e XVII, un giudice provenzale diede la caccia ad alcuni nobili italiani, sospettandoli di insegnare l'arte della licantropia. Dopo molti anni e molte vittime, il giudice riesce a far abbattere un enorme lupo, che dopo la morte si rivela essere il conte Sigismondo della Marca. Ed ora, ecco Tardegardo intento a oscure indagini e discorsi ancor più pericolosi, come quando sostiene con il Nunzio S. E. Coronelli che si può compiere delitti in preda all'incoscienza, al sogno e alla magia. Ma il religioso gli risponde che il senso morale non si fa sopraffare da sogni, magie o altro e che chi ha commesso peccato, lo saprà e ne proverà orrore.

### L'ultima ricerca
Orazio ha letto questa storia mentre l'intero villaggio è in subbuglio per un altro plenilunio. L'amico di Scajaccia ha esaminato tutte le persone, semplici o nobili, e per un caso, non ha visto Tardegardo chiuso in biblioteca: tutto tollera il conte suo padre, ma non che estranei mettano piede là dentro. Così nessuno è accusato di licantropia, né avviene altro misfatto. L'indomani, dopo aver consegnato al conte due misteriosi oggetti, Scajaccia e Rado se ne vanno. E Tardegardo spiega al fratello che, rimasto prigioniero delle chimere che ha seguito, non ha trovato che altre chimere e d'ora in poi si dedicherà solo alla poesia, per trovare lì la salvezza dai turbamenti e dai disordini della mente.

## Edizioni
- Michele Mari, Io venìa pien d'angoscia a rimirarti: romanzo, Longanesi, Milano 1990
- Michele Mari, Io venia pien d'angoscia a rimirarti, Marsilio, Venezia 1998
- Michele Mari, Io venìa pien d'angoscia a rimirarti: romanzo, Cavallo di ferro, Roma 2012
- Michele Mari, Io venía pien d'angoscia a rimirarti, Einaudi, Torino 2016